# Henri Préaux
Henri Camille Préaux (Loivre, 25 de noviembre de 1911-Châlons-en-Champagne, 21 de febrero de 1992) fue un deportista francés que compitió en remo como timonel. Participó en los Juegos Olímpicos de Ámsterdam 1928, obteniendo una medalla de plata en la prueba de dos con timonel.

## Palmarés internacional
| Juegos Olímpicos | Juegos Olímpicos         | Juegos Olímpicos | Juegos Olímpicos |
| Año              | Lugar                    | Medalla          | Prueba           |
| ---------------- | ------------------------ | ---------------- | ---------------- |
| 1928             | Ámsterdam (Países Bajos) | Medalla de plata | Dos con timonel  |